# Elasmus maculosus
Elasmus maculosus is een vliesvleugelig insect uit de familie Eulophidae. De wetenschappelijke naam is voor het eerst geldig gepubliceerd in 1962 door Delucchi.